# Angelo da Costa
Angelo da Costa, właśc. Angelo Esmael da Costa Júnior (ur. 12 listopada 1983 w São Bernardo do Campo) – brazylijski piłkarz występujący na pozycji bramkarza. 

## Kariera piłkarska
Angelo da Costa jest wychowankiem brazylijskiego klubu Santo André. W styczniu 2008 przeniósł się do grającej w Serie C2 włoskiej drużyny AS Varese. Nie zagrał tam jednak ani jednego meczu w lidze. W lecie 2008 podpisał kontrakt z Anconą. W sezonie 2008/2009 rozegrał 27 meczów ligowych. Po zakończeniu sezonu pomógł zespołowi pozostać w Serie B. W barażach o utrzymanie Ancona wygrała w dwumeczu z Rimini. W sezonie 2009/2010 grał we wszystkich 42 meczach Ancony w lidze. Przepuścił 56 bramek.
9 sierpnia 2010 podpisał kontrakt z Sampdorią, która gra w Serie A.